# Samovznícení člověka

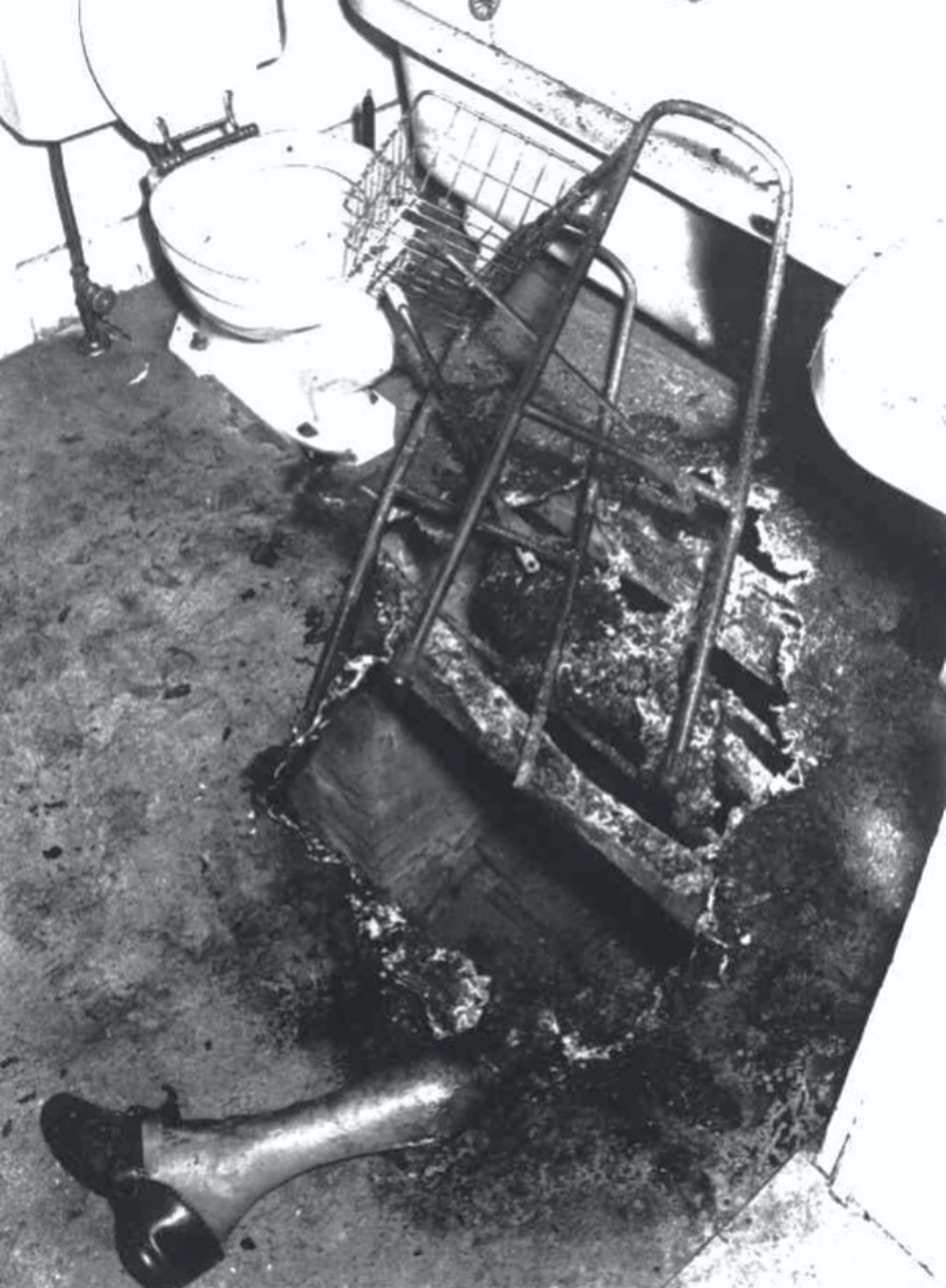

Samovznícení člověka (zkratkou SHC, z anglického Spontaneous Human Combustion) je pseudovědecký koncept samovolného vznícení živého (nebo nedávno zemřelého) lidského těla bez zjevného vnějšího zdroje hoření. Kromě hlášených případů se v literatuře objevují popisy tohoto údajného jevu a u obou typů byly pozorovány společné znaky, pokud jde o okolnosti a ostatky oběti.
Vědecká šetření se pokusila analyzovat hlášené případy SHC a vyústila v hypotézy týkající se možných příčin a mechanismů, včetně chování a návyků obětí, konzumace alkoholu a blízkosti potenciálních zdrojů vznícení, jakož i chování požárů, které spotřebovávají roztavené tuky. Pro vysvětlení hlášených SHC byla navržena přírodní vysvětlení i neověřené přírodní jevy. Současná vědecká shoda panuje v tom, že údajné případy SHC zahrnují přehlédnuté vnější zdroje vznícení.

## Přehled
„Samovznícení člověka“ označuje úmrtí v důsledku požáru, který vznikl bez zjevného vnějšího zdroje hoření; existuje přesvědčení, že oheň vzniká uvnitř těla oběti. Tuto myšlenku i termín poprvé navrhl v roce 1746 Paul Rolli, člen Královské společnosti, v článku zveřejněném v časopise Philosophical Transactions, který se týkal záhadného úmrtí hraběnky Cornelie Zangheri Bandi. Koroner Gavin Thurston v roce 1938 v časopise The British Medical Journal popisuje, že tento jev „před sto lety zřejmě přitáhl pozornost nejen lékařů, ale i laiků“ (s odkazem na fiktivní zprávu publikovanou v roce 1834 v cyklu Fredericka Marryata). V knize Ablaze! Larry E. Arnold, ředitel ParaScience International, napsal, že za období přibližně 300 let bylo na celém světě zaznamenáno asi 200 citovaných zpráv o samovznícení člověka.

### Charakteristika
Tématu se věnoval časopis British Medical Journal v roce 1938. Článek L. A. Parryho citoval knihu Medical Jurisprudence (Lékařská judikatura) vydanou v roce 1823, v níž se uvádí, že mezi společné rysy zaznamenaných případů samovznícení člověka patří následující charakteristiky:
- oběti byli chroničtí alkoholici
- obvykle se jednalo o starší ženy
- tělo neshořelo samovolně, nýbrž s ním přišla do styku nějaká zapálená látka
- ruce a nohy obvykle odpadávaly
- oheň způsobil velmi malé škody na hořlavých věcech, které byly v kontaktu s tělem
- hoření těla zanechalo zbytky mastného popela, který velmi nepříjemně zapáchal[6]

Alkoholismus je častým tématem raných literárních zmínek o SHC, částečně proto, že někteří lékaři a spisovatelé viktoriánské éry věřili, že samovznícení člověka je důsledkem alkoholismu.

## Vědecké zkoumání
V roce 1984 provedli vědecký vyšetřovatel Joe Nickell a forenzní analytik John F. Fischer rozsáhlý dvouletý výzkumný projekt, který zahrnoval třicet historických případů údajného SHC. Jejich obsáhlá dvoudílná zpráva byla publikována v časopise International Association of Arson Investigators (Mezinárodní asociace vyšetřovatelů žhářství), a také jako součást knihy. Nickell na toto téma často psal, vystupoval v televizních dokumentech, prováděl další výzkum a přednášel na Newyorské státní akademii požárních věd v Montour Falls ve státě New York jako hostující instruktor.
Nickellovo a Fischerovo vyšetřování, které se zabývalo případy z 18., 19. a 20. století, ukázalo, že spálená těla se nacházela v blízkosti pravděpodobných zdrojů vznícení: svíček, lamp, krbů apod. Takové zdroje byly v publikovaných zprávách o těchto událostech často vynechány, pravděpodobně proto, aby se prohloubila aura tajemství obklopující zdánlivě „spontánní“ smrt. Při vyšetřování se také zjistilo, že existuje souvislost mezi údajnými úmrtími v důsledku SHC a intoxikací obětí (nebo jinými formami zneschopnění), která mohla pravděpodobně způsobit jejich neopatrnost a neschopnost správně reagovat na nehodu. V případech, kdy destrukce těla nebyla nijak zvlášť rozsáhlá, mohl být primárním zdrojem hořlaviny pravděpodobně oděv oběti nebo pokrývka.
Pokud však byla destrukce rozsáhlá, jednalo se o další zdroje paliva, například výplň židlí, podlahové krytiny, samotná podlaha a podobně. Vyšetřovatelé popsali, jak tyto materiály pomáhaly zadržovat roztavený tuk, což způsobilo, že další části těla byly spáleny a zničeny, čímž vzniklo ještě více zkapalněného tuku v cyklickém procesu známém jako „knotový efekt“ nebo „efekt svíčky.“
Podle Nickellova a Fischerova šetření zůstávaly blízké předměty často nepoškozené, protože oheň má tendenci hořet směrem vzhůru, ale do stran hoří jen s určitými obtížemi. Dotyčné požáry jsou relativně malé, dosahují značné destrukce knotovým efektem a relativně blízké objekty nemusí být dostatečně blízko, aby se samy vznítily (podobně jako se lze těsně přiblížit ke skromnému táborovému ohni, aniž by došlo k popálení). Stejně jako u jiných záhad Nickell a Fischer varovali před „jediným, zjednodušujícím vysvětlením všech neobvyklých úmrtí při hoření“, ale spíše nabádali k vyšetřování „na individuálním základě.“
Neurolog Steven Novella uvedl, že skepse ohledně samovznícení člověka nyní prosakuje a stává se populární skepsí ohledně samovznícení.
Ve své studii Angi M. Christensenová z University of Tennessee z roku 2002 zpopelnila zdravé i osteoporotické vzorky lidských kostí a porovnávala výsledné barevné změny a fragmentaci. Studie zjistila, že osteoporotické vzorky kostí „konzistentně vykazovaly větší změnu barvy a větší míru fragmentace než vzorky zdravé.“ Stejná studie zjistila, že při spalování lidské tkáně vzniklý plamen produkuje malé množství tepla, což naznačuje, že je nepravděpodobné, že by se oheň šířil z hořící tkáně.

## Navrhovaná vysvětlení
Zatímco vědci se shodují na tom, že události, které by se mohly jevit jako samovznícení, měly ve skutečnosti vnější zdroj vznícení – a že fyzikální možnost samovznícení člověka bez vnějšího zdroje vznícení je krajně nepravděpodobná – byly předloženy některé pseudovědecké hypotézy, které se snaží vysvětlit, jak by mohlo dojít k SHC bez vnějšího zdroje plamene. Benjamin Radford, vědecký spisovatel a zástupce šéfredaktora vědeckého časopisu Skeptical Inquirer, zpochybňuje věrohodnost samovznícení člověka.: „Pokud je SHC skutečným jevem (a ne důsledkem toho, že se starší nebo nemocný člověk ocitl příliš blízko zdroje plamene), proč k němu nedochází častěji? Na světě žije 5 miliard lidí (v roce 1987), a přesto se nesetkáváme se zprávami o lidech, kteří by vzplanuli, když šli po ulici, navštívili fotbalové zápasy nebo popíjeli kávu v místním Starbucksu.“

### Přirozená vysvětlení
- Téměř všechny předpokládané případy SHC se týkají osob s nízkou pohyblivostí v důsledku pokročilého věku nebo obezity a špatného zdravotního stavu. Oběti s vysokou pravděpodobností zemřely ve spánku nebo se nemohly pohybovat, jakmile se vznítily.[15] Oběti s vysokou pravděpodobností zemřely ve spánku.
- Za zdroj hoření jsou často považovány cigarety, neboť nesprávná likvidace kuřiva je příčinou každého čtvrtého úmrtí při požáru ve Spojených státech.[16] Přirozené příčiny, jako je infarkt, mohou vést k tomu, že oběť zemře a následně odhodí cigaretu, která po určité době doutnání může zapálit oblečení oběti.[17]
- Hypotéza „knotového efektu“ předpokládá, že malý vnější zdroj plamene, jako je hořící cigareta, v určitém místě ožehne oděv oběti, rozštěpí kůži a uvolní podkožní tuk, který se následně vstřebá do ohořelého oděvu a působí jako knot. Toto hoření může pokračovat tak dlouho, dokud je palivo k dispozici. Tato hypotéza byla úspěšně testována na prasečí tkáni a je v souladu s důkazy získanými z případů hoření lidí.[18][19] Lidské tělo má obvykle dostatek energie uložené v tuku a dalších chemických zásobách, aby mohlo plně shořet; dokonce i štíhlí lidé mají ve svých tkáních několik kilogramů tuku. Tento tuk se po zahřátí hořícím oděvem vtahuje do oděvu podobně jako vosk do knotu zapálené svíčky a poskytuje palivo potřebné k udržení knotu v hoření.[20] Bílkoviny v těle také hoří, ale poskytují méně energie než tuk, přičemž hlavní překážkou hoření je obsah vody v těle. Pomalé hoření, trvající několik hodin, však dává vodě čas na pomalé odpařování. V uzavřeném prostoru, například v domě, se tato vlhkost znovu kondenzuje v blízkosti, případně na oknech. Nohy obvykle nehoří, protože mají stejně jako ruce často nejméně tuku, ale mohou hořet, pokud spočívají na břiše, které poskytuje veškerý tuk potřebný pro hoření.
- Opaření může způsobit zranění podobná popáleninám, která někdy vedou ke smrti, aniž by došlo k zapálení oděvu. Ačkoli se toto nedá aplikovat na případy, kdy je tělo ohořelé a spálené, bylo to navrženo jako příčina nejméně v jedné deklarované události podobné SHC.[21]
- Brian J. Ford navrhl, že při ketóze způsobené pravděpodobně alkoholismem nebo nízkosacharidovou dietou vzniká aceton, který je vysoce hořlavý, a proto by mohl vést ke zdánlivému samovznícení.[22]
- SHC může být zaměňováno se sebeupálením jako formou sebevraždy. Na Západě tvoří sebeupálení 1 % sebevražd,[23] zatímco Radford tvrdí, že v rozvojových zemích to může být až 40 %.[24]
- Někdy existují rozumná vysvětlení těchto úmrtí, ale zastánci ignorují oficiální pitvy a rozporuplné důkazy ve prospěch anekdotických zpráv a osobních svědectví.[17][21][25]

### Alternativní teorie
- Larry E. Arnold ve své knize Ablaze! z roku 1995 navrhl novou pseudovědeckou subatomární částici, kterou nazval „pyrotron“.[4][21] Arnold také napsal, že hořlavost lidského těla mohou zvýšit určité okolnosti, například zvýšené množství alkoholu v krvi. Dále navrhl, že extrémní stres by mohl být „spouštěčem, který odstartuje mnoho hoření.“[4][21] Tento proces nemusí využívat žádný vnější kyslík, aby se rozšířil po celém těle, protože nemusí jít o redoxní reakci; žádný reakční mechanismus však nebyl navržen. Výzkumník Joe Nickell kritizoval Arnoldovy hypotézy jako založené na selektivních důkazech a argumentu z neznalosti.[21]
- Britský spisovatel Michael Harrison ve své knize Fire From Heaven (Oheň z nebe) z roku 1976 naznačuje, že SHC souvisí s poltergeistickou aktivitou, protože podle něj „síla, která aktivuje poltergeist, pochází z člověka a je jím dodávána.“ V rámci závěrečného shrnutí Harrison píše: „SHC, ať už fatální nebo nefatální, patří do rozsáhlé škály poltergeistických jevů.“[zdroj?]
- John Abrahamson navrhl, že kulový blesk by mohl vysvětlit spontánní lidské vzplanutí. „Je to pouze nepřímý důkaz, ale zuhelnatění lidských končetin pozorované v řadě případů kulových blesků velmi naznačuje, že k tomuto mechanismu mohlo dojít i tam, kde lidem shořely končetiny.“[26]

## Významné příklady
Dne 2. července 1951 byla ve svém domě nalezena uhořelá 67letá žena Mary Reeserová poté, co si její bytná uvědomila, že klika u dveří domu je neobvykle teplá. Hospodyně uvědomila policii, která po vstupu do domu nalezla ostatky Reeserové zcela spálené na popel, přičemž jí zůstala pouze jedna noha. Zničena byla i židle, na které seděla. Reeserová brala prášky na spaní a byla také kuřačka. Navzdory jeho rozšíření v populární kultuře vyšetřování FBI možnost SHC vyloučilo. Obecně rozšířenou teorií bylo, že po užití prášků na spaní kouřila cigaretu a poté usnula, zatímco stále držela hořící cigaretu, což mohlo zapálit její šaty, což nakonec vedlo k její smrti. Její snacha uvedla: „Cigareta jí spadla do klína. Její tuk byl palivem, které ji udržovalo v plamenech. Podlaha byla cementová a židle byla sama. Kolem ní nebylo nic, co by mohlo hořet.“
Margaret Hoganová, 89letá vdova, která žila sama v domě na Prussia Street v irském Dublinu, byla 28. března 1970 nalezena téměř do základů spálená. Plastové květiny na stole uprostřed místnosti se proměnily v tekutinu a televize s roztavenou obrazovkou se nacházela 12 stop (asi 3,6 metru) od křesla, v němž byly nalezeny zpopelněné ostatky; jinak bylo okolí téměř nedotčené. Dvě chodidla a obě nohy od kolen dolů byly nepoškozené. Když soused předchozího dne opustil dům, hořel v roštu malý oheň z uhlí; nepodařilo se však najít žádnou souvislost mezi tímto požárem a požárem, při němž paní Hoganová zemřela. Vyšetřování, které se konalo 3. dubna 1970, konstatovalo smrt uhořením, přičemž příčina požáru byla uvedena jako „neznámá.“
Henry Thomas, 73letý muž, byl v roce 1980 nalezen uhořelý v obývacím pokoji svého obecního domu na sídlišti Rassau v Ebbw Vale ve Walesu. Celé jeho tělo shořelo, zůstala jen lebka a část každé nohy pod kolenem. Chodidla a nohy byly stále oblečeny do ponožek a kalhot. Zničena byla také polovina židle, na které seděl. Policejní kriminalisté rozhodli, že k Thomasovu zpopelnění došlo v důsledku knotového efektu.
V prosinci 2010 byla smrt 76letého Michaela Fahertyho v irském hrabství Galway koronerem zaznamenána jako „samovznícení.“ Lékař Ciaran McLoughlin učinil toto prohlášení při vyšetřování úmrtí: „Tento požár byl důkladně prošetřen a já jsem dospěl k závěru, že spadá do kategorie samovznícení člověka, pro které neexistuje žádné adekvátní vysvětlení.“